# ۴۲۹ (قمری)
۴۲۹ (قمری)، چهارصد و بیست و نهمین سال در گاهشماری هجری قمری است. اول محرم این سال برابر با بیستم اکتبر سال ۱۰۳۷ میلادی است.

## رویدادها
- بنیانگذاری پادشاهی سلجوقیان

## درگذشتگان
- فرخی سیستانی، شاعر

## وابسته
- صلیحیان
- ثعالبی